# Agencia de Noticias Plurinacional del Ecuador
Agencia de Noticias Plurinacional del Ecuador (ANPE - Agence de presse plurinationale de l'Équateur) est un organe de presse politique.
Elle est le fruit de l'initiative du mouvement indigène de l'Équateur.
Elle a été créée en 2003 en tant qu'un des organes de communication de la Confédération des nationalités indigènes de l’Équateur (CONAIE), de la Confédération des peuples de la nationalité Kichwa de l'Équateur (ECUARUNARI), et du mouvement politique Pachakutik.
Conseil de direction :
- Patricio Zhingri T. (ECUARUNARI)
- José Luis Bedón A. (CONAIE)
- Janneth Villarreal (Pachakutik)
- Dimitri Oña (Bloque legislativo de Pachakutik).